# Павлов, Василий Фёдорович
Василий Фёдорович Павлов (1914—1973) — майор Советской Армии, участник Великой Отечественной войны, Герой Советского Союза (1944).

## Биография
Василий Павлов родился 10 января 1914 года в деревне Плоска (ныне — Любытинский район Новгородской области). После окончания пяти классов школы работал в колхозе. В 1936 году Павлов был призван на службу в Рабоче-крестьянскую Красную Армию. С начала Великой Отечественной войны — на её фронтах. В 1942 году окончил курсы младших лейтенантов.
К июню 1944 года капитан Василий Павлов был заместителем командира батальона 286-го стрелкового полка 90-й стрелковой дивизии 21-й армии Ленинградского фронта. Отличился во время боёв на Карельском перешейке. 14 июня 1944 года батальон Павлова одним из первых переправился через реку Райволан-Йоки и захватил плацдарм на её берегу, отразив восемь вражеских контратак. Перейдя в наступление, батальон успешно расширил плацдарм и захватил два вражеских дота. В тех боях Павлов получил ранение, но остался в строю.
Указом Президиума Верховного Совета СССР от 21 июля 1944 года за «образцовое выполнение заданий командования и проявленные мужество и героизм в боях с немецкими захватчиками» капитан Василий Павлов был удостоен высокого звания Героя Советского Союза с вручением ордена Ленина и медали «Золотая Звезда» за номером 4550.
После окончания войны Павлов продолжил службу в Советской Армии. В 1945 году он окончил курсы «Выстрел». В 1954 году в звании майора Павлов был уволен в запас. Проживал и работал в посёлке Голицыно Московской области. Умер 8 декабря 1973 года, похоронен на Кузьминском кладбище Москвы.
Был также награждён орденами Красного Знамени, Отечественной войны 1-й степени и Красной Звезды, рядом медалей.